# 木下櫻
木下櫻（9月8日—）是日本女性漫画家，血型AB型。

## 作品
- 《魔偵探洛基》系列
  1. 《魔偵探洛基》、全7冊、原名
  2. 《魔偵探洛基 RAGNAROK》、全5冊、原名
  3. 《魔偵探洛基 RAGNAROK～新世界的諸神～》、全6冊、原名
- 《妖精新樂園》、原名、全2冊
- 《ALICE IN WONDERLAND Picture Book 愛麗斯夢遊仙境》、原名
- 《Hard-boiled scrambled eggs 木下櫻短篇集》、原名
- 《惡魔的製造方法》、原名
- 《世界上最美麗的人是誰？》、原名
- 《Elysion～樂園幻想物語組曲～》、原名（『月刊Asuka』連載、2015月6月号 - ）

與日本漫画家東山和子合作
- 《抓鬼天狗幫》、15冊待續、原名《tactics》

與日本輕小說家日日日合作
- 邪眼探偵ネクロさんの事件簿、全1冊

## 外部連結
- （日語）「駄犬マーサ愛護団体」 （页面存档备份，存于）（本人によるブログ）